# Станове (Казахстан)
Станове́ (каз. Становое) — село у складі Мамлютського району Північноказахстанської області Казахстану. Входить до складу Воскресеновського сільського округу.
Населення — 187 осіб (2021; 196 у 2009, 313 у 1999, 336 у 1989).
Національний склад станом на 1989 рік:
- росіяни — 46 %
- татари — 28 %.